# 九龍巴士872線
九龍巴士872線是香港馬場巴士路線，由沙田馬場單向前往大埔中心，以大埔公路沿線地區及大埔區居民為主要服務對象。其後由於發生了大埔公路雙層巴士翻側事故，因應大埔公路－沙田段之以北路段較不安全，故另設872X線，路線與872大致相同（起點及終點均相同），惟原途經之大埔公路路段改為經吐露港公路。
本線是大埔區首條3位數字編號專營巴士路線。

## 歷史
本路線提供接載沙田馬場散場的馬迷返回大埔的巴士服務，只在沙田馬場賽馬日開出，於1978年10月7日起投入服務，1985年12月15日改為沙田馬場單向往大埔墟，1987年9月19日延長至大埔中心。 
本路線位於沙田馬場的總站並非大多數近銀禧花園的總站，而是位於近馬場入口的一邊，是因為本線離開沙田馬場後向北面行走前往大埔公路（馬料水段），而其他沙田馬場線是往南面行走往大埔公路（沙田段），故作出如此安排。
- 2018年2月18日（年初三）起，九巴增設872X線，由沙田馬場開往大埔中心，改經吐露港公路，不經大埔公路[1][2]。而原有872線改為採用單層巴士。
- 2020年2月7日：因應新型冠狀病毒疫情期間沙田馬場賽馬日的特別安排，由當日起872、872X暫停服務；直至10月18日，872X率先恢復服務[3]，872線更直至翌年9月5日才恢復服務。[4]

## 服務時間及班次
沙田馬場開
- 於沙田馬場賽馬日尾場賽事開跑前一小時起至完場後一小時提供服務，客滿即開。

## 車費
全程：$21.6
| - 本線設有12歲以下小童及65歲或以上長者半價優惠。 - 本線不設長者及殘疾人士每程$2.0的票價優惠；12至64歲殘疾人士如使用「殘疾人士身份」個人八達通，以及60至64歲香港居民使用「樂悠咭」繳付車資，會以全費計算。 - 乘客可以現金或八達通於上車時付款，不設找續。 - 每位成人乘客可免費攜帶最多兩名4歲以下而不佔座位的兒童乘客乘車，超額之4歲以下小童必須繳付小童車費乘車。 - 持有「九巴月票」之乘客在車票有效期內，每日可享最多10程任何九龍巴士及龍運巴士路線（包括本路線，以及聯營路線的九龍巴士／龍運巴士提供的班次；惟乘搭機場「A」及「NA」線則可享原價二七折優惠（不會計算每天10次合資格車程））；而B1線則每日可享最多各2程（不會計算每天10次合資格車程）。 - 九龍巴士、城巴、龍運巴士及陽光巴士全職員工及家屬（不包括外判職員）可免費乘搭本路線，惟必須拍職員或職員家屬八達通。 - 乘客亦可透過多元化電子支付系統（e度嘟）繳付車資，包括使用非接觸式VISA卡、JCB卡、萬事達卡、銀聯卡、美國運通、大來國際、Discover Card、Apple Pay、Google Pay、Samsung Pay、AlipayHK「易乘碼」、支付寶、WeChatHK／微信支付「搭車碼」、銀聯雲閃付「乘車碼」及BOC Pay「乘車碼」。乘客使用此付款方式，使用此支付方式的乘客可享有中途下車之分段收費，以及與其他九巴／龍運獨營路線或聯營線九巴／龍運班次之轉乘優惠，惟不適用於與非九巴／龍運路線之轉乘優惠，亦不能享有「公共交通費用補貼計劃」。 |

## 行車路線
872(X)
經：沙田馬場通道、大埔公路（沙田、馬料水、大埔滘及元洲仔段）、廣福道、寶鄉街、寶鄉橋、安祥路及安慈路。
872X線改經吐露港公路，不經斜體字街道。

### 沿線車站

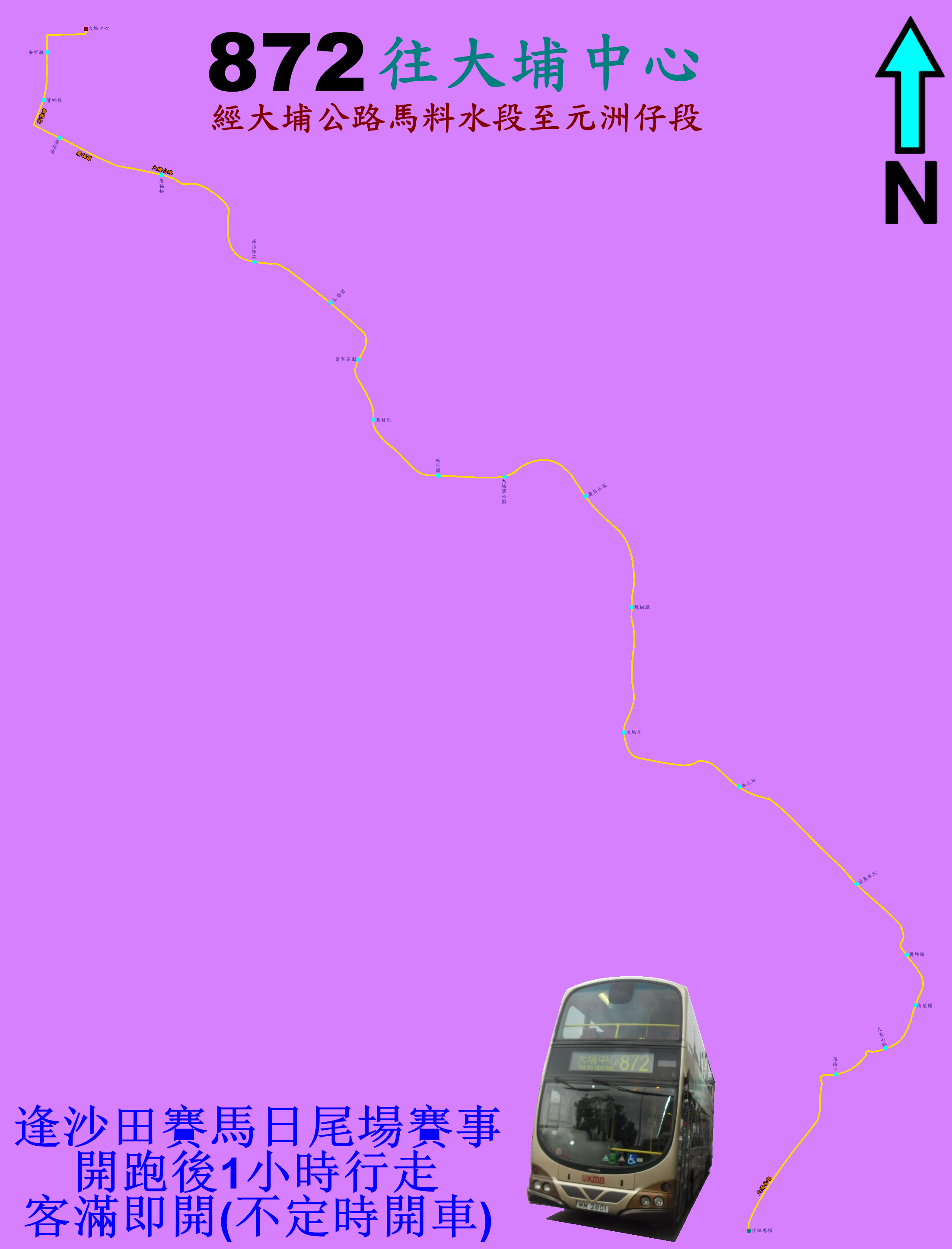
872線的走線圖

872(X)
| 1                                | 沙田馬場巴士總站 | 沙田馬場巴士總站   |
| 吐露港公路（只適用於872X線駛經） |                  |                    |
| 2*                               | 落路下           | 大埔公路－沙田段   |
| 3*                               | 九肚山路         | 大埔公路－馬料水段 |
| 4*                               | 海憩閣           | 大埔公路－馬料水段 |
| 5*                               | 麗坪路           | 大埔公路－馬料水段 |
| 6*                               | 崇基學院         | 大埔公路－馬料水段 |
| 7*                               | 赤泥坪           | 大埔公路－馬料水段 |
| 8*                               | 大埔尾           | 大埔公路－大埔滘段 |
| 9*                               | 樟樹灘           | 大埔公路－大埔滘段 |
| 10*                              | 鹿茵山莊         | 大埔公路－大埔滘段 |
| 11*                              | 大埔滘公園       | 大埔公路－大埔滘段 |
| 12*                              | 松仔園           | 大埔公路－大埔滘段 |
| 13*                              | 荔枝坑           | 大埔公路－大埔滘段 |
| 14*                              | 翡翠花園         | 大埔公路－大埔滘段 |
| 15*                              | 松濤閣           | 大埔公路－大埔滘段 |
| 16*                              | 雍怡雅苑         | 大埔公路－元洲仔段 |
| 17                               | 廣福邨           | 大埔公路－元洲仔段 |
| 18                               | 廣福道           | 廣福道             |
| 19                               | 寶鄉橋           | 寶鄉街             |
| 寶鄉橋                           |                  |                    |
| 20                               | 安祥路           | 安祥路             |
| 21                               | 大埔中心巴士總站 | 大埔中心巴士總站   |

872X線不經有*號之車站。

## 事故
2018年2月10日下午6時許，一輛行走此路線往大埔中心的富豪超級奧林比安（AVW78／LX9991），在駛至大埔公路近大埔公路－大埔滘段「大埔尾」分站時，意外向左翻側，壓爛站頭候車亭，巴士左邊車頭和上層嚴重損毀，導致19死66傷，為香港交通史上死傷第二多的車禍。年初二煙花匯演亦因而被取消。
是次意外之後，九巴顧及乘客對途經事發路段猶有餘悸，遂在短時間之內決定開辦途經吐露港公路的872X線，而872線則改派單層巴士載客。由於乘客大多轉乘872X線或鐵路，872線的客量已大不如前，部分班次全程空載。